# Polyrhachis philippinensis
Polyrhachis philippinensis é uma espécie de formiga do gênero Polyrhachis, pertencente à subfamília Formicinae.